# Agylla subinfuscata
Agylla subinfuscata är en fjärilsart som beskrevs av Draeseke 1926. Agylla subinfuscata ingår i släktet Agylla och familjen björnspinnare. Inga underarter finns listade i Catalogue of Life.